# Pierre Corneille
Pierre Corneille (n. 6 iunie 1606, Rouen, Franța – d. 1 octombrie 1684, Paris, Regatul Franței) a fost un scriitor francez, unul dintre cei trei mari dramaturgi francezi ai secolului al XVII-lea, alături de Molière și Racine. Supranumit „fondatorul tragediei franceze”, Corneille a produs piese timp de aproape 40 de ani.

## Biografie
Corneille s-a născut la 6 iunie 1606 în Rouen, Franța și a început să studieze dreptul la 18 ani. În 1629 va scrie prima sa comedie, Mélite. Piesa a avut mare succes la Paris, drept urmare Corneille a început să scrie piese în mod regulat. 
În 1634 atenția s-a concentrat asupra lui Corneille, când acesta a fost ales sa scrie versuri cu prilejul vizitei Cardinalului Richelieu la Rouen. Cardinalul l-a observat pe Corneille și l-a ales să se numere printre „Cei cinci poeți”, alături de Guillaume Colletet, Boisrobert, Jean Rotrou și Claude de L'Estoile.
În 1644 scrie comedia Mincinosul (Le Menteur), care ocupă un loc central în comedia franceză clasică.

## Opere
- Mélite (1629, prima lucrare, comedie)
- Clitandre ou l’Innocence persécutée (1631)
- La Veuve (1632)
- La Galerie du Palais (1633)
- La Suivante (1634)
- La Place royale (1634)
- Médée (1635)
- L’Illusion comique (1636)
- Le Cid (1637)
- Horace (1640)
- Cinna ou la Clémence d'Auguste (1641)
- Polyeucte (1642)
- Le Menteur (1644)
- La Mort de Pompée (1643)
- Rodogune (1644)
- La Suite du Menteur (1645)
- Théodore (1646)
- Héraclius (1647)
- Don Sanche d’Aragon (1649)
- Andromède (1650)
- Nicomède (1651)
- Pertharite (1651)
- Œdipe (1659)
- La Toison d'or (1660)
- Sertorius (1662)
- Sophonisbe (1663)
- Othon (1664)
- Agésilas (1666)
- Attila (1667)
- Tite et Bérénice (1670)
- Psyché (1671)
- Pulchérie (1672)
- Suréna (1674)